# 程廣
程廣（1425年—？），字克勤，直隸徽州府婺源縣人，明朝政治人物。進士出身。

## 生平
應天府鄉試第十一名。天順元年（1457年）丁丑科會試第一百九十一名，殿試登進士第三甲第一百五十九名。

## 家族
曾祖父程積慶。祖父程繼善。父亲程望安。